# Hiratsukaia tsugae
Hiratsukaia tsugae är en svampart som först beskrevs av Hirats. f., och fick sitt nu gällande namn av Kanesuke Hara 1948. Hiratsukaia tsugae ingår i släktet Hiratsukaia, ordningen Pucciniales, klassen Pucciniomycetes, divisionen basidiesvampar och riket svampar.   Inga underarter finns listade i Catalogue of Life.